# Rotten Tomatoes
Rotten Tomatoes (в переводе с англ. — «гнилые помидоры»; произносится — Ро́т(э)н томэ́йтос) — сайт-агрегатор рецензий, на котором собирают обзоры фильмов и сериалов из различных изданий, информацию о фильмах и новости кинематографа. На основе отзывов, оставленных критиками в СМИ, Rotten Tomatoes вычисляет рейтинг одобрения каждого фильма. Данные Rotten Tomatoes и его главного конкурента Metacritic часто используют как способ измерить качество фильма или его успех у профессиональных критиков.
Название сайта происходит от традиции кидать гнилыми помидорами в артистов, которые не понравились публике. Поэтому фильмы с высоким рейтингом одобрения получают на сайте плашку «свежее» с картинкой целого помидора, а разгромленные фильмы — «гнилое» с кляксой от «брошенного» в фильм томата. С 2016 года Rotten Tomatoes принадлежат компании Fandango Media. Главный редактор сайта — Мэтт Атчити (англ. Matt Atchity).
Rotten Tomatoes неоднократно подвергался критике и обвинениям в искажении оценок и отзывов. Сам сайт опровергает критические заявления.

## История

Старый логотип

Rotten Tomatoes был запущен 19 августа 1998 года как собственный проект Шеня Зыонга (англ. Senh Duong). Его целью было «создание сайта, где люди смогут получить доступ к рецензиям от разных критиков США». Его вдохновение пришло, когда Зыонг, фанат Джеки Чана, начал собирать обзоры фильмов с Чаном, которые выходили в США. Первый фильм, рецензия на который была внесена в Rotten Tomatoes, был «Твои друзья и соседи». Веб-сайт немедленно обрёл успех и был упомянут в Yahoo!, Netscape и USA Today в первую неделю запуска.
Зыонг совместно с Патриком Ли и Стивеном Ваном (англ. Stephen Wang), своими бывшими партнёрами из Беркли, Калифорния, основал фирму веб-дизайна Design Reactor для работы над Rotten Tomatoes на постоянной основе, официально запустив его 1 апреля 1999 года.
В июне 2004 года IGN Entertainment купила Rottentomatoes.com за неразглашённую сумму. В сентябре 2005 года IGN была куплена Fox Interactive Media, принадлежащей News Corporation. 4 января 2010 года они сообщили, что Flixster купил Rotten Tomatoes и IGN.
В феврале 2016 Rotten Tomatoes и Flixster были проданы американской корпорации Fandango, занимающейся продажей билетов в кино по телефону и через интернет, которая принадлежит NBCUniversal. WarnerMedia сохранила миноритарный пакет акций.

## Описание
Rotten Tomatoes включает обзоры дипломированных членов разнообразных гильдий писателей или ассоциаций кинокритиков. Затем персонал определяет каждый обзор как положительный («свежий», обозначается маленьким значком красного помидора) или отрицательный («гнилой», обозначается значком зелёного, заплесневелого помидора). В конце года один из фильмов получает «Золотой помидор», символизирующий самый высокий рейтинг года.
Веб-сайт отслеживает количество всех рецензий (которое может достигать 270 для больших, недавно вышедших фильмов) и процент положительных отзывов в виде таблицы. Если положительных отзывов не менее 60 %, фильм считается «свежим», так как квалифицированное большинство обозревателей одобряет фильм. В противном случае фильм считается «гнилым». Дополнительно, опытные кинорецензенты, такие как Роджер Эберт, Дессон Томсон, Стивен Хантер и Лиза Шварцбаум, перечислены в подсписке, называемом «Top Critics», который заносит их обзоры в отдельную таблицу, при этом учитывая их мнения в общем рейтинге. Когда для формирования заключения набирается достаточно отзывов, публикуется согласованное заявление, которое выражает причины такого мнения. Оценки недавно выпущенных фильмов подкрепляются бо́льшим количеством отзывов, чем более старых фильмов, из-за недостатка обзоров по таким фильмам в архивах.
Эта оценка, в свою очередь, обозначается соответствующим знаком, давая читателю примерное представление об общем мнении критиков о произведении. Картины с «томатометром» не менее 75 % и не менее 80 отзывов «томатометрических критиков» (включая пять из «Top Critics») получают печать «Сертификат свежести» (англ. Certified Fresh). В результате таких требований к количеству отзывов могут существовать фильмы, имеющие 100 % положительных обзоров, но не имеющие сертификата, из-за того, что количество отзывов недостаточно для уверенности в свежести.
В дополнение к рецензиям на Rotten Tomatoes есть форумы, на которых тысячи участников обсуждают кино, видеоигры, музыку и другие темы. Кроме того, пользователи сами могут оценивать и рецензировать фильмы. Каждый фильм имеет «среднюю оценку участников», которая вычисляется на основе количества положительных отзывов участников способом, похожим на вычисление оценок критиков. Тем не менее, это значение более специфическое, так как участники могут выставлять оценки от 1 до 10 баллов (в отличие от отзывов критиков, которые обычно используют оценку из четырёх звёзд и часто просто указывают на качество исполнения). Как и в случае с рецензиями критиков, оценка не менее 6 означает, что фильм «свежий».

## Критика
В январе 2010 года по случаю 75-й годовщины New York Film Critics Circle Армонд Уайт (англ. Armond White), председатель, сослался на Rotten Tomatoes в частности и на агрегаторы обзоров в общем, как на пример того, что «Интернет берёт реванш у выражения индивидуальности», «сваливая рецензентов в веб-сайт и присваивая фиктивные очки процента энтузиазма отдельным отзывам»; согласно Уайту, такие веб-сайты «предлагают консенсус вместо оценки».
Способ оценки фильмов на сайте также подвергался критике за концентрацию внимания на количестве положительных оценок, которые получают рассматриваемые фильмы, вместо самих оценок, из-за чего реальное мнение критиков трудно понять без взгляда на индивидуальные оценки. То есть, если фильм получил всего несколько обзоров и все они дают среднюю оценку, фильм может легко получить общую оценку больше 90 %. В качестве примера могут служить «Токийская полиция крови» и «Бордерлендс».
В ответ на критику Rotten Tomatoes на своём сайте заявляет, что не пишет собственных рецензий и не выставляет оценок сам, а лишь подсчитывает процент положительных отзывов и средний балл в рецензиях, опубликованных другими изданиямиВопреки распространённому заблуждению.

## Связь с кассовыми сборами
Согласно неквалифицированному исследованию Эрика Ландегаарда (англ. Erik Lundegaard), фильмы, вышедшие в 2007 году и названные «свежими», в среднем, собирали на $1000 больше с каждого кинотеатра, чем фильмы, названные «гнилыми».
Другое исследование от USA Today в 2003 году, не относящееся к Rotten Tomatoes, также получило похожие результаты: «лучше отзывы — больше кассовые сборы». Газета обнаружила, что вопреки популярному убеждению, мнения кинокритиков и киноманов чаще совпадают, чем разнятся.

## Самые «Свежие»/«Гнилые»
Фильмы, получившие 100 % свежести с меньшим количеством отзывов:
- Чужие
- Вечер трудного дня
- История игрушек
- Кинг-Конг
- Хладнокровный Люк
- История игрушек 2
- Зловещие мертвецы
- Волшебник страны Оз
- Терминатор
- Перед рассветом
- Доктор Стрейнджлав
- Крёстный отец
- В порту
- Всё о Еве
- Поющие под дождём
- Театральный фургон
- К северу через северо-запад
- Семь самураев
- Убийство в «Восточном экспрессе»
- Пиноккио
- Окно во двор
- Самурай
- Челюсти
- Человек на канате
- Мэри Поппинс
- Сладкий запах успеха
- Зулусы
- Они!
- Безумный Макс 2
- Скажи что-нибудь…
- 12 разгневанных мужчин
- Пианино
- Война и мир
- Приключения Робина Гуда
- Наёмный убийца
- Кошка на раскалённой крыше
- Путь наверх
- 11:14

Существует более 200 фильмов, которые до сих пор имеют 0 % свежести, в том числе «Возвращение помидоров-убийц», «Крутой парень», «Один пропущенный звонок», «Жажда смерти 3», «Челюсти: Месть», «Кинг-Конг жив», «Дети солнца» и «Макс Стил».
Сайт включает также список «Худших из худших».

## Сайт в разных странах
Местные версии сайта доступны в Великобритании и Австралии. Читатели из Франции и Германии автоматически перенаправляются на британскую версию сайта, который предоставляет местные даты выхода, кино-списки, кассовые сборы и предлагает рецензии от британских критиков. По состоянию на 2010 год для посетителей из этих стран нет возможности зайти на американскую версию, кроме как через туннелирование или через подходящий прокси-сервер. Локализованные версии содержат все материалы американской версии, а также материалы, предоставляемым редакторами из Лондона и Сиднея.

## ШоуRotten Tomatoes
В начале 2009 года Current Television запустил телевизионную версию сайта, «Шоу Rotten Tomatoes», которую ведёт Бретт Эрлих (англ. Brett Erlich) и Эллен Фокс (англ. Ellen Fox). Сценарист шоу — Марк Ганек (англ. Mark Ganek). Шоу проходит каждый четверг в 10:30 по Восточному и Тихоокеанскому времени в сети Current TV.